# ضياء محي الدين
ضياء محي الدين هو ممثل باكستاني (وحمل سابقاً جنسية الراج البريطاني)، ولد في 20 يونيو 1931 بفيصل آباد في باكستان. من الجوائز التي نالها هلال الامتياز.

## أعمال

### أفلام
- (1962) لورنس العرب[8]
- (1966) الخرطوم

## جوائز
- هلال الامتياز

## وصلات خارجية
- ضياء محي الدين على موقع IMDb (الإنجليزية)
- ضياء محي الدين على موقع ألو سيني (الفرنسية)
- ضياء محي الدين على موقع أول موفي (الإنجليزية)
- ضياء محي الدين على موقع قاعدة بيانات برودواي على الإنترنت (الإنجليزية)
- ضياء محي الدين على موقع قاعدة بيانات الأفلام السويدية (السويدية)
- ضياء محي الدين على موقع قاعدة بيانات الفيلم (الإنجليزية)
- ضياء محي الدين على موقع كينوبويسك (الروسية)